# Juncus orchonicus
Juncus orchonicus är en tågväxtart som beskrevs av V.S. Novikov. Juncus orchonicus ingår i släktet tåg, och familjen tågväxter. Inga underarter finns listade i Catalogue of Life.